# Kanton Le Lamentin-3 Est
Der Kanton Le Lamentin-3 Est war ein Kanton im französischen Übersee-Département Martinique im Arrondissement Fort-de-France. Er umfasste einen Teil der Gemeinde Le Lamentin.
Vertreterin im Generalrat des Départements war seit 2001 Josette Manin.